# Rhamphostomella costata
Rhamphostomella costata is een mosdiertjessoort uit de familie van de Umbonulidae. De wetenschappelijke naam van de soort is voor het eerst geldig gepubliceerd in 1886 door L. Von. Lorenz.